# Trichocarabodes costulatus
Trichocarabodes costulatus är en kvalsterart som beskrevs av Sandór Mahunka 1984. Trichocarabodes costulatus ingår i släktet Trichocarabodes och familjen Carabodidae. Inga underarter finns listade i Catalogue of Life.